# الناظور (تونس)
الناظور (به عربی: الناظور) یک منطقهٔ مسکونی در تونس است که در استان زغوان واقع شده‌است. الناظور ۷٬۵۷۶ نفر جمعیت دارد.